# Hermann Wilhelm Prell
Hermann Wilhelm Prell (Plesná, 1875 – Markneukirchen, 4 aprile 1925) è stato un archettaio tedesco.
Apprese le basi dell'archetteria con Heinrich Hoyer, lavorando poi per Albert Nurnberger dal 1893 al 1895, e per August Rau nel 1896. Nel 1897 si trasferì a Parigi, dove studiò con Eugène Sartory. Aprì una sua bottega nel 1898 a Markneukirchen, dove visse fino alla morte, dopo la quale l'attività venne continuata dal figlio.
Costruì solitamente bacchette rotonde, talvolta ottagonali, timbrate "HERM. W. PRELL", impiegando pernambuco scuro. La geometria delle sue bacchette era curata, e il bilanciamento notevole, conferendo alla sua produzione grande valore e riconoscimento internazionale.